# Vízöntő
Vízöntő est un groupe hongrois de musique traditionnelle.

## Histoire
Le nom de Vizöntö signifie « verseau », et est choisi parce que les membres du groupe étaient tous nés sous ce signe. Le groupe est formé en 1972,. Sa composition s'est beaucoup modifiée, pour aboutir à sa formation définitive en 1975 : Ferenc Kiss, Janos Hasur, Karoly Cserepes, Gyözö Zsakay.
D'origines musicales différentes, les membres du groupe se rassemblent pour le plaisir de jouer de la musique traditionnelle ensemble. Ils accompagnent l'ensemble de danse populaire Bihari János et mènent un travail de recherche et de composition à partir des morceaux traditionnels. Leur démarche consiste à faire connaître la musique traditionnelle et à l'actualiser. Leur inspiration venait aussi bien du bassin des Carpates que de l'Europe du Sud-Est. 

## Discographie
- 1977 : Vízöntő (FM)
- 1978 :  Élő népzene III. (Hungaroton)
- 1985 : Mélyvíz (Munich Records)
- 1986 : Dalvándorlás (Hungaroton)
- 1987 : Villanypásztor (Hungaroton)
- 1990 : Gitania Express (Hungaroton-Gong)
- 1990 : Best (Quintana)
- 2000 : New Wave (Dunya Records)
- 2018 : Elment Az Én Rózsám (compilation, participation avec 2 morceaux)